# Reading FC (női csapat)
A Reading FC Women egy angol élvonalbeli női labdarúgócsapat Readingben. Hazai meccseiket az Adams Parkban rendezik High Wycombe-ban.

## Története
1988-ban a Reading FC sportegyesülete női szakosztállyal bővítette tevékenységi körét és egyesült a Twyford Comets csapatával. A közös klub Reading Royals LFC néven szerepelt a területi bajnokságokban egészen 2006-ig, amikor kiváltak a társulásból és létrejött a Reading FC saját női labdarúgócsapata.
Az országos bajnokság ötödik vonalában (Southern Region Women's Football League) indultak első szezonjukban, melyben a bajnoki címet és a régió által rendezett kupát is elhódították. Innentől kezdve nem volt megállás és 2010–11-es idényt már az első osztályban tölthették és a legjobbak között a tabella harmadik fokáig értek fel, a következő évben azonban búcsúzni kényszerültek és az újjászervezett liga harmadosztályában (Premier League Southern Division) találták magukat. A pontvadászatot 8 pont előnnyel megnyerve jutottak feljebb a 2012–13-as szezonban és a harmadik helyen végeztek, majd egy évvel később bajnokként jutottak a Women's Super League 2016-os idényébe.

## Sikerlista
- FA WSL 2 győztes (1): 2015
- Premier League Southern Division győztes (1): 2012–13
- South West Combination győztes (1): 2007–09

## Játékoskeret
2023. szeptember 14-től
| #  |     | Poszt | Név                                    |
| -- | --- | ----- | -------------------------------------- |
| 25 | NIR | K     | Jacqueline Burns                       |
|    | ENG | K     | Emily Orman (kölcsönben a Chelsea-től) |
|    | ENG | K     | Rose Kite                              |
| 14 | ENG | V     | Deanna Cooper                          |
| 15 | USA | V     | Brooke Hendrix                         |
| 16 | CMR | V     | Easther Mayi Kith                      |
| 17 | IRL | V     | Diane Caldwell                         |
| 28 | WAL | V     | Lily Woodham                           |
| 31 | WAL | V     | Bethan Roberts                         |
| 8  | ENG | KP    | Tia Primmer                            |

| #  |     | Poszt | Név                                              |
| -- | --- | ----- | ------------------------------------------------ |
| 33 | ENG | KP    | Freya Meadows-Tuson                              |
| 35 | ENG | KP    | Mae Hunt                                         |
| 51 | DEN | KP    | Sanne Troelsgaard                                |
|    | WAL | KP    | Charlie Estcourt                                 |
|    | ENG | KP    | Freya Gregory                                    |
|    | ENG | KP    | Halle Houssein (kölcsönben a West Ham Unitedtől) |
|    | ENG | KP    | Ava Kuyken                                       |
| 7  | ENG | CS    | Charlie Wellings                                 |
| 11 | NIR | CS    | Lauren Wade                                      |
| 34 | ENG | CS    | Madison Perry                                    |

## Korábbi híres játékosok
| - Faye Bryson - Danielle Carter - Kelly Chambers - Brooke Chaplen - Freya Coombe - Gemma Davison - Natasha Dowie - Mary Earps - Emma Follis - Emma Harries - Kayleigh Hines - Becky Jane - Fran Kirby - Jade Moore - Sophie O'Rourke - Mayumi Pacheco - Kirsty Pearce - Chloe Peplow | - Jo Potter - Hannah Poulter - Nikki Watts - Fara Williams - Justine Vanhaevermaet - Rachel Furness - Mandy van den Berg - Grace Moloney - Sophie Perry - Lois Roche - Harriet Scott - Rakel Hönnudóttir - Jade Bailey - Deanne Rose - Cson Kul - Kirsty Feasey - Silvana Flores | - Amalie Eikeland - Sophie Howard - Emma Mukandi - Gemma Evans - Jessica Fishlock - Melissa Fletcher - Natasha Harding - Angharad James - Kylie McCarthy - Rachel Rowe - Helen Ward - Anna Green |